# نيكولاس سانسون
نيكولاس سانسون (بالفرنسية: Nicolas Sanson)‏ (1600-1667) هو فرنسي رسام خرائط، ووصف من قبل بعض الناس بأنه "مؤسس الجغرافيا الفرنسية، وكان يسمى "أبو رسم الخرائط الفرنسية".